# پرویز حجازی
پرویز حجازی تهیه‌کننده سینما در پیش از انقلاب و صاحب «کاباره باکارا» در خیابان پهلوی تهران (ولی عصر کنونی)، جنب سینما آتلانتیک (آفریقا) بود.

## زندگی‌نامه
پرویز حجازی که به «صیاد ستارگان» معروف بود، صاحب کمپانی معروف پخش صفحه گرامافون «آپولو» بود. وی در تدارک تهیه دو فیلم «امشب اشکی می‌ریزد» و «کوسه جنوب» بود که با مرگش ناتمام ماند.
برادر وی حمید حجازی نیز صاحب «کاباره شکوفه نو» و «کاباره ونک» بود.
وی ساعت ۸:۳۰ دقیقه بعد از ظهر روز شنبه ۱۱ دی ۱۳۵۵ با خوردن بیش از ۱۵۰ قرص خواب آور خودکشی کرد.

## فیلمشناخت

### نویسنده
1. نیرنگ دختران (۱۳۴۳)

### تهیه‌کننده
1. کوسه جنوب (۱۳۵۶)
2. خداحافظ کوچولو (۱۳۵۴)
3. رانده شده (۱۳۵۴)
4. نیرنگ دختران (۱۳۴۳)